# 利伯塔德縣

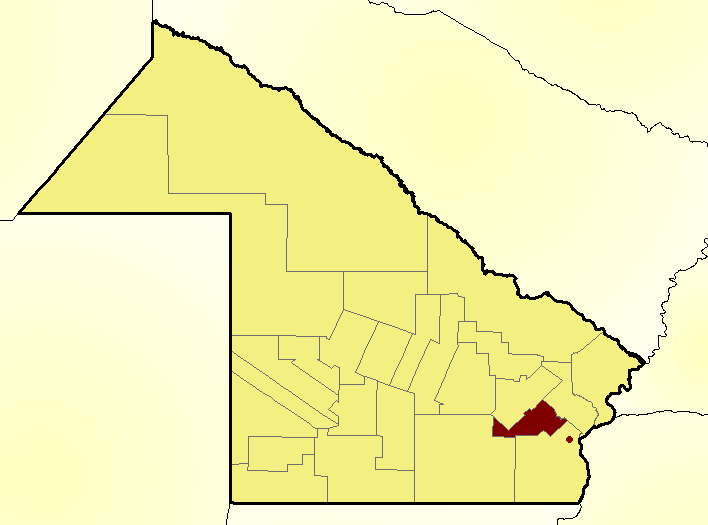

利伯塔德縣（西班牙語：Departamento Libertad），是阿根廷的縣份，位於該國北部查科省，首府設於蒂羅爾港，始建於1888年8月6日，面積1,088平方公里，2010年人口12,158，人口密度每平方公里11.17人。